# ملا جلیل‌لی
ملا جلیل‌لی (به لاتین: Mollacəlilli، تا سال ۱۹۹۹ میلادی ینی علی‌بایراملی Yeni Əlibayramlı) یک منطقه مسکونی در جمهوری آذربایجان است که در شهرستان گوی‌گول واقع شده‌است. ملا جلیل‌لی ۱۸۰۵ نفر جمعیت دارد.